# El cocinero sueco
El chef sueco es uno de los personajes creados por Jim Henson para la serie The Muppets. Durante los años 1970 tenía un espacio en The Muppets el que hacía platos gastronómicos "a su estilo". La voz del personaje se la dio originalmente Jim Henson y sus manos las movía Frank Oz, actualmente el personaje es interpretado por Bill Barretta.

## Descripción
Este cocinero sueco (aunque en realidad no dice nada en particular, pero imita un supuesto acento de Suecia), al inicio canta una canción inentendible que siempre termina con el latiguillo Börk, börk, börk!, para luego dar inicio a sus recetas. En la preparación de estas recetas el Chef sufre percances con sus ingredientes o realiza cosas literales con respecto a lo que estas significan, como cuando hizo un moose de chocolate con auténtico moose (Nota: En inglés "Moose" significa también alce, lo cual se ve que el chef no entiende bien), hace donuts disparándole a muffins en el aire, o hasta iba a hacer ancas de rana con una rana viva (lo que pasa es que Kermit the Frog no se lo permitió, naturalmente). El chef sueco era uno de los personajes más chistoso del show de The Muppets detallándose que en su aspecto físico que sus ojos no se dejan ver por sus cejas, la característica especial es que siempre que intenta cocinar un animal ellos lo toman a él.
El diseño del personaje lo hizo Michael K. Frith.
- Datos: Q700